# Màn đêm ở Cáp Nhĩ Tân
Màn đêm ở Cáp Nhĩ Tân (giản thể: 夜幕下的哈尔滨; phồn thể: 夜幕下的哈爾濱; pinyin: Yèmùxià de Hāěrbīn; Hán-Việt: Dạ Mạc Hạ Đích Cáp Nhĩ Tân) là một bộ phim truyền hình Trung Quốc năm 2008, nói về cuộc chiến đấu địch hậu dai dẳng và kiên cường của các chiến sĩ nằm vùng của Đảng Cộng sản Trung Quốc ở thành phố Cáp Nhĩ Tân – thủ đô của Mãn Châu quốc.

## Cốt truyện
Con trai lớn của nhà họ Lư là Lư Thủ Toàn bị bức tử để buộc người cha phải khai ra bí mật quân sự. Bắc Phương kịch viện, Bắc Phương nhật báo bị chúng tịch thu và niêm phong. Nhà họ Lư chỉ còn duy nhất cô con gái Lư Thu Ảnh... Dưới sự lãnh đạo của Tỉnh ủy Mãn Châu, đảng viên Vương Nhất Dân là một người văn võ song toàn: ban ngày anh là giáo viên trường Trung học Đệ Nhất nhưng khi màn đêm buông xuống lại lui vào hoạt động bí mật, từng cứu Lý Hán Siêu và cùng với đoàn viên thanh niên cộng sản La Chế Thành và một số thương gia yêu nước khác bền bỉ đấu tranh chống Nhật...

## Nhân vật

### Nhân vật chính

#### Vương Nhất Dân
Vương Nhất Dân là một đảng viên đảng cộng sản ở Cáp Nhĩ Tân. Anh là một người đa tài và là một thầy giáo dạy văn giỏi ở trường cấp 2 Nhất Trung. Với tinh thần quả cảm, anh đã chiến đấu địch hậu dai dẳng, đã ám sát tướng Nakamura Jiro, giải cứu bí thư Lý Hán Siêu. Thậm chí, anh còn từng bắt cóc Lư tiểu thư - người mà sau này trở thành vợ của mình. Qua Vương Nhất Dân, người xem nhìn thấy tấm gương một chiến sĩ cộng sản kiên cường và kiên trung.

#### Lư Thu Ảnh
Lư Thu Ảnh là con gái của nhà họ Lư, làm bác sĩ trong bệnh viện Bắc Phương. Cô yêu một người Nhật tên là Tamamune Ichirou và muốn được cưới anh chàng này. Tuy nhiên, cha cô là Lư Lão gia không cho phép cô cưới một người Nhật. Vì thế, ông đã chọn cho cô người chồng là Vương Nhất Dân.

#### Quan Tịnh Nhàn
Quan Tịnh Nhàn cũng là một đảng viên cộng sản hoạt động cách mạng từ nhỏ. Cô và Vương Nhất Dân là đồng chí luôn sát cánh chiến đấu. Vì vậy tình cảm giữa hai người đã nhen nhóm. Tuy nhiên, vì nhiệm vụ, cô đã gác lại chuyện tình cảm riêng tư của mình để chiến đấu cho đến khi hi sinh vì "sự nghiệp cao cả của chủ nghĩa cộng sản". Quan Tịnh Nhàn chính là một tấm gương phụ nữ anh hùng.

#### Tamamune Ichirou (Ngọc Chỉ Nhất Lang)
Tamamune là một thầy giáo Nhật ở trường Nhất Trung. Anh còn là cháu của tướng Tamamune Yuchi. Vì thế mà anh luôn bị học sinh thù ghét. Tuy nhiên, anh là một ông thầy tốt và một người bạn tốt. Khi Vương Nhất Dân bị tình nghi là Cộng sản thì anh đã đứng ra bảo lãnh cho Vương Nhất Dân. Anh cũng là người yêu của Lư Thu Ảnh, nhưng vì hoàn cảnh chính trị anh không thể đến được với cô này. Nhận ra sự tàn bạo trong cuộc xâm lược của phát xít Nhật, lại là nơi mình phục vụ, và biết bạn thân nhất của mình cũng là kẻ thù, anh tự dồn mình đến đường cùng.

### Nhân vật phụ

#### Người Nhật
- Tamamunae Yuchi
- Đại tá Suhara
- Tư lệnh Honzo

#### Gia đình họ Lư
- Ông Lư
- Lư Thủ Toàn
- Đông Mai
- Lư Phu nhân

#### Quân đội Mãn Châu quốc
- Hà Diệp Bình
- Tần Đức Lợi: một võ sĩ và luôn tự cho mình là đối thủ của Vương, rất hay hành hạ Vương khi anh bị bắt và cũng gây cho tổ chức cộng sản gặp nhiều rắc rối. Có suy nghĩ của người Hán, tính cách Đức Lợi rất phóng túng và không chấp nhận công việc cảnh sát của một chính quyền bù nhìn.
- Cát Minh Lễ: trưởng ty cảnh sát
- Hà tư lệnh

#### Đảng cộng sản
- Lý Hán Siêu: bí thư đảng ủy
- Lưu Bột: phản bội tổ chức
- Số 29
- La Thế Thành
- Tiêu Quang Nghĩa
- Quan Tịnh Nhàn: đảng viên nữ, thầm yêu Nhất Dân và đến cuối cùng đã hy sinh.

#### Đoàn kịch Phương Bắc
- Tái Thượng Tiêu
- Ngọc Lan
- Liễu Tự Phi
- Trưởng đoàn kịch

#### Mộc Bang
- Châu Mộc Bang
- Bàn Đèn
- Quân sĩ Mộc Bang

## Diễn viên
| Diễn viên     | Vai               | Ghi chú                                      |
| ------------- | ----------------- | -------------------------------------------- |
| Lục Nghị      | Vương Nhất Dân    | Đảng viên đảng cộng sản ở Cáp Nhĩ Tân        |
| Lý Tiểu Nhiễm | Lư Thư Ảnh        | Bác sĩ                                       |
| Châu Kiệt     | Ngọc Chỉ Nhất Lan | Giáo viên Nhật Bản, người yêu của Lư Thư Ảnh |
| Tùy Tuấn Ba   | Quan Tịnh Nhàn    | Đảng viên đảng cộng sản                      |

## Phát hành
Bộ phim được phát hành dưới dạng xem trực tuyến trên internet và xem trên đĩa DVD. Ở Việt Nam, phim này được VTV3 phát sóng vào 19 tháng 12 năm 2009.
| Năm  | Kênh      | Quốc gia   | Thời gian         | Ghi chú           |
| ---- | --------- | ---------- | ----------------- | ----------------- |
| 2008 | CCTV      | Trung Quốc |                   | [ 1 ]             |
| 2008 | Dragon TV | Trung Quốc | Giờ vàng          |                   |
| 2009 | VTV3      | Việt Nam   | 18:00 (hàng ngày) | [ cần dẫn nguồn ] |

## Giải thưởng
- 22 tháng 12 năm 2008 - BQ - Top phim truyền hình xuất sắc nhất
- 22 tháng 12 năm 2008 - BQ - Diễn viên nổi tiếng[2]